# الغارة الجوية على ناغويا

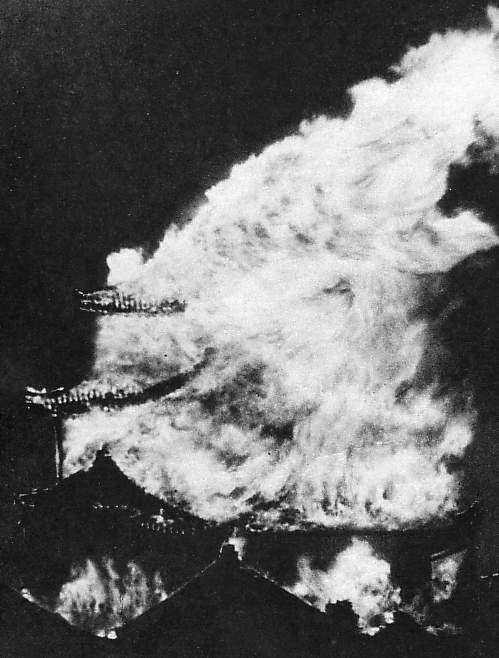
قصر ناغويا تحترق

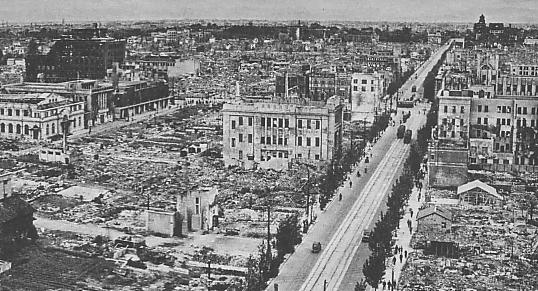
ناغويا بعد القصف الجوي سنة 1945

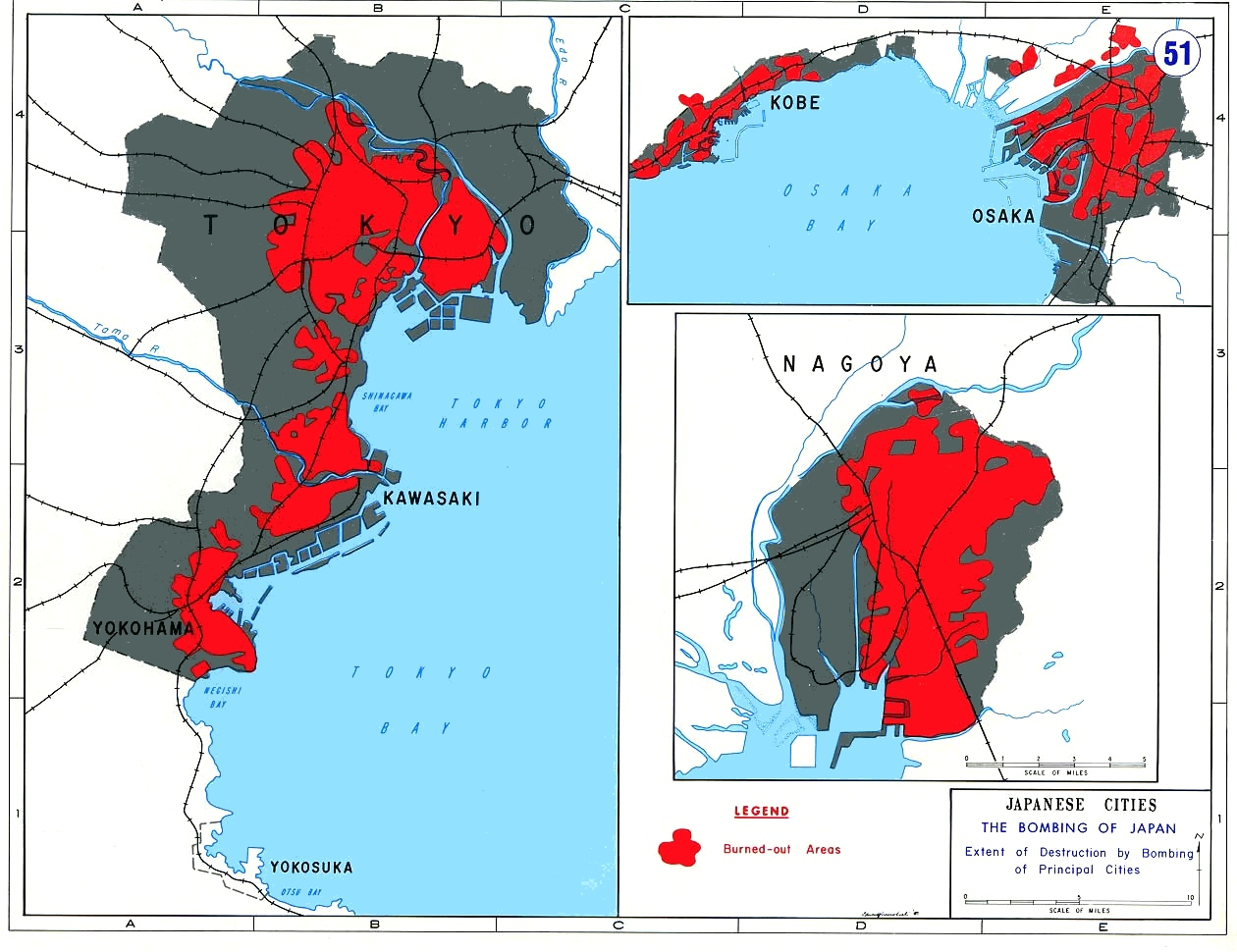
خارطة الجيش الأمريكي حول قصف ناغويا

الغارة الجوية على ناغويا أو انفجار ناغويا في الحرب العالمية الثانية (باليابانية: 名古屋大空襲) ، هي غارة جوية عسكرية أمريكية حدثت في فترة الحرب العالمية الثانية ، واستهدفت عدة مباني حيوية في مدينة ناغويا اليابانية في شهر أبريل عام 1945م ، وكانت النتيجة قتل 3,866 شخصاً أغلبهم مدنيون ، وتدمير نحو 113,460 بنية تحتية ، ومن بينها مصانع ميتسوبيشي العسكرية ومصانع النفط.